# Soldiers of Fortune (film 1919)
Soldiers of Fortune è un film muto del 1919 sceneggiato e diretto da Allan Dwan che ha come interpreti Wallace Beery nei panni del generale Mendoza e da Norman Kerry in quelli dell'ingegnere americano, protagonista della storia ambientata in Sudamerica.
La sceneggiatura si basa su Soldiers of Fortune, un romanzo di Richard Harding Davis e su un lavoro teatrale omonimo di Augustus Thomas (New York, 17 marzo 1902). Il romanzo era già stato portato sullo schermo nel 1914 da William F. Haddock; il suo Soldiers of Fortune aveva come protagonista Dustin Farnum. Il soggetto di entrambi i film era ispirato alla guerra ispano-americana.

## Trama

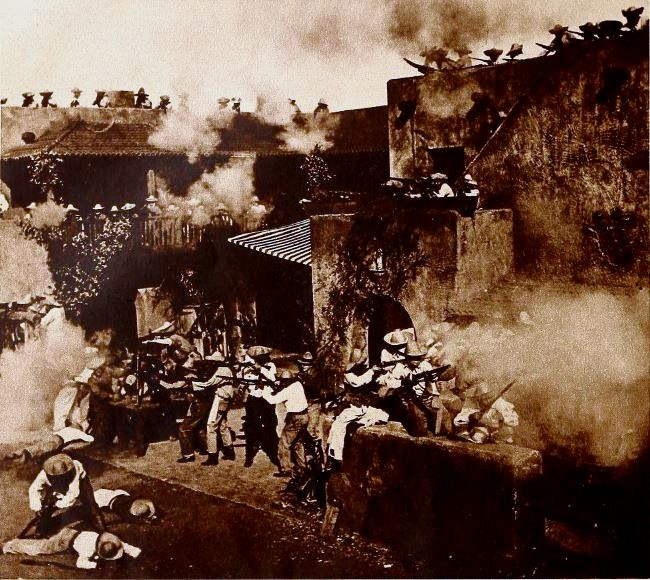
La rivoluzione di Olancho. La scena venne girata in California.

All'ingegnere Robert Clay viene commissionato da Langham, un ricco finanziere di New York, il compito di aprire delle miniere di ferro nella piccola repubblica sudamericana di Olancho. Clay si trova subito a dover affrontare i problemi che gli provoca il generale Mendoza, un militare corrotto, che tenta di persuadere il presidente Alvarez di rescindere il contratto ma di prendersi comunque i soldi dei gringo. Mendoza fa scoppiare una rivoluzione contro il presidente, incontrando la resistenza di Clay e dei suoi uomini. Ad Olancho, a bordo di uno yacht, arriva anche Langham con Alice e Hope, le sue due graziose figliole, accompagnato da Reginald King, un corteggiatore di Alice. La ragazza, quando incontra Clay, lo tratta con freddezza anche se lui, da tempo, è innamorato di lei. Sarà Hope, alla fine, a conquistare il cuore di Clay quando lo salverà da un attacco degli uomini di Mendoza, prendendo a fucilate gli assalitori. Dopo una feroce battaglia, interverrà la marina degli Stati Uniti che, sconfitti i rivoluzionari, rimetterà le cose a posto.

## Produzione
Il film fu prodotto dall'Allan Dwan Productions per la Mayflower Photoplay Company. Venne girato in California, a San Diego Fairgrounds, Balboa Park - 1549 El Prado di San Diego.

## Distribuzione
Il copyright del film, richiesto dalla Mayflower Photoplay Corp., fu registrato il 25 ottobre 1919 con il numero LP14460. Distribuito dalla Realart Pictures, il film uscì nelle sale cinematografiche statunitensi il 22 novembre 1919.
Non si conoscono copie ancora esistenti della pellicola che viene considerata presumibilmente perduta.